# Бенедетто, Дарио
Дари́о Исмаэ́ль Бенеде́тто (исп. Darío Ismael Benedetto; родился 17 мая 1990 года в Берасатеги, провинция Буэнос-Айрес) — аргентинский футболист, нападающий. Выступал за сборную Аргентины.

## Клубная карьера
Бенедетто начал карьеру в «Арсенале» из Саранди. 9 ноября 2008 года в матче против «Бока Хуниорс» он дебютировал в аргентинской Примере. Это был единственное появление на поле Дарио в сезоне, в следующий раз он сыграл только в следующем. 14 июня 2009 года в поединке против «Лануса» он забил свой первый гол за «Арсенал». Бенедетто не часто выходил на поле и был игроком ротации, для получения игровой практики он перешёл в клуб второго дивизиона Аргентины «Дефенса и Хустисия». В новой команде Дарио также не всегда выходил в стартовом составе, поэтому по окончании второго сезона покинул клуб.
В 2011 году Бенедетто стал футболистом «Химнасии де Хухуй». 7 февраля в матче против КАИ он дебютировал за клуб. 21 марта в поединке против «Институто» Дарио забил свой первый гол за «Химнасию». В девятнадцати матчах за команду Бенедетто отличился одиннадцать раз и стал лучшим бомбардиром команды. Успехи Дарио не остались незамеченными и его родной клуб «Арсенал» вернул нападающего. Во второй раз он получал больше игрового времени, но забивал не часто, хотя и стал чемпионом страны и обладателем Суперкубка Аргентины. По окончании второго сезона Дарио принял решение покинуть «Арсенал».
Летом 2013 года Бенедетто подписал контракт с мексиканским клубом «Тихуана». Сумма трансфера составила 1,5 млн долларов. 20 июля в матче против «Атласа» Дарио дебютировал в мексиканской Примере. В этом же поединке он сделал первый в карьере хет-трик, забив первые мячи за клуб.
В начале 2015 года Дарио перешёл в столичную «Америку». 11 января в матче против «Леона» он дебютировал за клуб из Мехико. 1 февраля в поединке против УАНЛ Тигрес Бенедетто забил свой первый гол за «Америку». 9 апреля в матче Кубка чемпионов КОНКАКАФ против коста-риканского «Эредиано» Дарио сделал «покер» и помог команде выйти в финал. 30 апреля во втором финале против канадского «Монреаль Импакт» Бенедетто сделал хет-трик и помог «Америке» впервые в истории выиграть Лигу чемпионов КОНКАКАФ. Он также вместе с одноклубником Орибе Перальтой стал лучшим бомбардиром турнира. В 2016 году Дарио во второй раз подряд стал победителем Лиги чемпионов КОНКАКАФ, забив гол в финале против УАНЛ Тигрес.
Летом 2016 года Бенедетто перешёл в «Бока Хуниорс». 8 июля в полуфинале Кубка Либертадорес против эквадорского «Индепендьенте дель Валье» он дебютировал за новый клуб. 29 августа в матче против «Лануса» Дарио дебютировал за команду в чемпионате. 25 сентября в поединке против «Кильмеса» Бенедетто сделал хет-трик, забив свои первые голы за «Бока Хуниорс». В 2017 году он помог клубу выиграть чемпионат. В конце года Дарио получил серьёзную травму, которая оставила его вне игры на длительное время.
В розыгрыше Кубка Либертадорес 2018 года Бенедетто повторил рекорд Рауля Амарильи 1990 года, отметившись забитыми голами во всех матчах на стадии полуфинала и финала. «Бока Хуниорс», однако, уступила в решающей игре в дополнительное время соотечественникам из «Ривер Плейта». Он отметился в ворота бразильского «Палмейраса» и «Ривер Плейта». 
Летом 2019 года Бенедетто перешёл во французский «Олимпик Марсель», подписав контракт на 4 года. Сумма трансфера составила 14 млн. евро. 10 августа в матче против «Реймса» он дебютировал в Лиге 1. 28 августа в матче против «Ниццы» Дарио забил свой первый гол за «Марсель». 28 февраля в матче против «Нима» он сделал хет-трик. Летом 2021 года Бенедетто на правах аренды перешёл в испанский «Эльче». 22 августа в матче против «Атлетико Мадрид» он дебютировал в Ла Лиге. 3 октября в поединке против «Сельты» Дарио забил свой первый гол за «Эльче». 
В начале 2022 года Бенедетто вернулся в «Бока Хуниорс». В матчах Кубка Либертадорес он забил три гола в ворота боливийского «Олвейс Реди» и «Коринтианса».

## Международная карьера
6 сентября 2017 года в отборочном матче чемпионата мира 2018 против сборной Венесуэлы Бенедетто дебютировал за сборную Аргентины, заменив во втором тайме Паоло Дибалу.

## Достижения
Командные
 «Америка»
- Обладатель Кубка чемпионов КОНКАКАФ (2): 2014/15, 2015/16

 «Бока Хуниорс»
- Победитель аргентинской Примеры (4): Клаусура 2012, 2016/17, 2017/18, 2022
- Обладатель Кубка Аргентины (1): 2012/13
- Обладатель Кубка Профессиональной лиги (1): 2022
- Обладатель Суперкубка Аргентины (1): 2018
- Финалист Кубка Либертадорес (1): 2018

 «Олимпик Марсель»
- Вице-чемпион Франции (1): 2019/20

Индивидуальные
- Футболист года в Аргентине (1): 2017
- Лучший бомбардир чемпионата Аргентины (1): 2016/17 (21 гол)
- Лучший бомбардир Лиги чемпионов КОНКАКАФ (1): 2014/15 (7 голов)